# Chaetodipus pernix
Espèce
Statut de conservation UICN

 LC  : Préoccupation mineure
Chaetodipus pernix est une espèce qui fait partie des mammifères Rongeurs de la famille des Heteromyidae. Ce sont des souris à poches, c'est-à-dire à larges abajoues, et à poil dur. Cet animal est endémique du Mexique.
L'espèce a été décrite pour la première fois en 1893 par le zoologiste américain Joel Asaph Allen (1838-1921).

## Liste des sous-espèces
Selon Mammal Species of the World (version 3, 2005)  (27 nov. 2012) :
- sous-espèce Chaetodipus pernix pernix
- sous-espèce Chaetodipus pernix rostratus